# 2015年聖職貴族(女性)法
2015年聖職貴族（女性）法（2015ねんせいしょくきぞく（じょせい）ほう、英語: Lords Spiritual (Women) Act 2015）は、イギリスの法律。

## 内容
2015年聖職貴族（女性）法により、同法の施行から10年後までに聖職貴族に空位が生じ、後任になれる者に女性がいる場合、必ず女性を任命するよう規定された（第1条）。これにより、1878年主教管区法（Bishoprics Act 1878）の第5条で規定された聖職貴族の任命規則である「それまで議会召集令状を受けたことのない者のうち、イングランドの主教座にある主教で、在任期間の最も長い者に議会召集令状を発行する」は10年間という期限付きで置換された。また、貴族院で常に議席を有するカンタベリー、ヨーク、ロンドン、ダラム、ウィンチェスターの5主教座には適用されない（第1条5項）。

## 経緯
この法は2014年主教及び司祭（女性の聖別及び叙任）法（Bishops and Priests (Consecration and Ordination of Women) Measure 2014）によりイングランド国教会による女性の主教任命が許可された後に成立した。
2015年聖職貴族（女性）法の成立以降に任命された最初の女性主教、すなわち同法による最初の女性聖職貴族は2015年に任命されたレイチェル・トレウィークである。トレウィークは2015年7月22日にグロスター主教として聖別され、9月7日にグロスター主教として貴族院議員になり、9月19日に主教に就任した。10月26日にはカンタベリー大主教とロンドン主教により貴族院での紹介式（introduction）が執り行われた。トレウィークは2016年3月7日に処女演説をした。
トレウィークを皮切りに、クリスティーン・ハードマン（2016年）、ヴィヴィアン・フォール（2018年）、リビー・レイン（2019年）の3人が同法により聖職貴族として貴族院議員になり、同法の施行から2021年1月までの間に空位が生じた聖職貴族8議席のうち4議席に女性が就任した計算になる。また、同法から除外されているが、2018年にはサラ・ムラーリーがロンドン主教に任命されたため職務により貴族院議員になった。